# Fornåsa
Fornåsa – miejscowość (tätort) w Szwecji, w regionie administracyjnym (län) Östergötland, w gminie Motala.
Według danych Szwedzkiego Urzędu Statystycznego liczba ludności wyniosła: 460 (31 grudnia 2015), 448 (31 grudnia 2018) i 429 (31 grudnia 2019).